# Mohlanapeng Community
Mohlanapeng Community är en kommun (community council) i Lesotho.   Den ligger i distriktet Thaba-Tseka, i den centrala delen av landet, 120 km öster om huvudstaden Maseru.
Den består av 28 byar, varav den största, Liqonong, hade 716 invånare vid folkräkningen 2006.